# Усачёв, Виктор Фёдорович
Виктор Фёдорович Усачёв (23 февраля 1919—26 апреля 1989) — советский военнослужащий, разведчик 34-й отдельной гвардейской разведывательной роты (35-я гвардейская стрелковая дивизия, 8-я гвардейская армия, 1-й Белорусский фронт), затем наводчик 45-мм пушки 1281-го стрелкового полка (60-я стрелковая дивизия).

## Биография
Виктор Фёдорович Усачёв родился в крестьянской семье в деревне Кунавино Серпуховского уезда Московской губернии (в настоящее время Ступинский район Московской области). Окончил начальную школу. Работал в мебельном цехе в посёлке Михнево (Ступинский район) (филиал Каширской мебельной фабрики).
В сентябре 1939 года Михневским райвоенкоматом был призван в ряды Красной армии. На фронтах Великой Отечественной войны с августа 1942 года. 27 августа 1942 года был тяжело ранен под Сталинградом.
11 февраля 1944 года гвардии рядовой Усачёв в бою уничтожил 12 солдат противника. Когда в бою он был окружён солдатами противника, он поднялся, кинул в них гранату и, расстреливая их из автомата, пробился к своему подразделению. В ночь с 28—29 марта 1944 года в Одесской области он захватил в плен 2-х солдат противника. 9 апреля 1944 года в Одессе он захватил в плен предателя, который расстреливал из пулемёта атакующие подразделения Красной армии. Приказом по 35-й гвардейской дивизии от 20 августа 1944 года он был награждён медалью «За отвагу».
Разведчик гвардии рядовой Усачёв в составе группы захвата 1 августа 1944 года переправился через реку Висла в районе города Магнушев и на берегу вступил в бой с солдатами противника, уничтожив из автомата 8-х. в ночь на 3 августа с группой захвата углубился в тыл противника и в районе населённого пункта Дембоволя захватил 2-х солдат противника с рацией. Приказом по 35-й гвардейской стрелковой дивизии от 24 августа 1944 года он был награждён орденом Славы 3-й степени.
25 августа 1944 года гвардии рядовой Усачёв в разведке в районе населённого пункта Хынув (32 км южнее Варшавы) уничтожил пулемёт противника вместе с расчётом и подорвал зенитную пушку. Приказом по 8-й гвардейской армии он был награждён орденом Славы 2-й степени.
Наводчик 45-мм пушки рядовой Усачёв 29 апреля 1945 года в боях за Берлин у водного канала выкатил орудие на прямую наводку и потопил катер с группой солдат противника, подавил пулемёт, вывел из строя противотанковое орудие и бронетранспортёр. Приказом по 60-й стрелковой дивизии он был награждён орденом Славы 3-й степени. Указом Президиума Верховного Совета СССР от 1 октября 1968 года он был перенаграждён орденом Славы 1-й степени.
Он был демобилизован в июне 1946 года. Вернулся на родину, жил в деревне Кунавино. Работал на Заводе имени Лихачёва.
6 апреля 1985 года Виктор Фёдорович Усачёв в ознаменование 40-летия Победы был награждён орденом Отечественной войны 1-й степени.
Умер 26 апреля 1989 года, похоронен на кладбище в деревне Марьинское.